# Elisabeth Abbema
Elisabeth Abbema (geboren 11. November 1638 vermutlich in Polsbroek; begraben 20. November 1674 in Batavia, Niederländisch-Indien) war eine einflussreiche Frau in der niederländischen Kolonie Niederländisch-Indien.

## Leben
Elisabeth Abbema wurde am 11. November 1638 vermutlich in Polsbroek geboren. Sie war die Tochter des Predigers Fredericus Fredericusz. Abbema (1610–1659) und Cecilia Elisabeth du Vayer. Sie hatte drei Schwestern und einen Bruder. Durch seine Arbeit musste ihr Vater und somit die Familie häufig umziehen und Elisabeth Abbema lebte zunächst in Polsbroek, ab 1640 in Moordrecht und nach 1646 in Vianen. Die Familie trat 1655 die Seereise nach Niederländisch-Indien an und kam am 14. Februar 1656 in Batavia an. Zunächst wirkte ihr Vater in Amboina, dann wurde er nach Ternate berufen, dort starb er im Juli 1659. Elisabeth entschied sich für eine sozial abgesicherte Ehe mit dem viel älteren Simon Jacobszn. Cos (gest. 1664), der mit der Familie befreundet war.
Sie heirateten am 21. April 1656 und ließen sich 1662 auf Amboina nieder. Cos war ordentlicher Ratsherr von Niederländisch-Indien und wurde 1663 Kommissar von Ternate, Amboina und Banda sowie Gouverneur von Amboina. Elisabeth Cos war zu dem Zeitpunkt 24 Jahre alt und Gouverneursgattin. Mit anderen hochrangigen Mitarbeitern der VOC und deren Frauen führte sie ein reiches und angenehmes Leben. Sie reiste an die Küste von Hitoe, Hila und Larike, den Pass von Bagoeala und die Quellen von Waë. Mit einer Sänfte ließ sie sich nach Soya oder Hutoemoeri bringen und abends gaben sie oft Gesellschaften in ihrem Haus. Doch bereits zwei Jahre später, am 24. Februar 1664, starb Simon Cos an einem Abszess, der sich an seinem Bein entwickelt hatte. Er wurde mit großem Aufwand in der malaiischen Kirche in Amboina begraben und hinterließ Elisabeth Cos sehr gut versorgt. Durch ein Erbe von vier Tonnen Gold wurde sie zu einer jungen, schönen und extrem reichen Frau, was sie zu einer sehr begehrenswerten Witwe machte.
Nach dem Tod ihres Mannes gab es von ihr Pläne, seinen vorgesehenen Nachfolger, Johan van Dam, außerordentlicher Ratsherr von Indien und Gouverneur von Banda, zu heiraten, der ihr einen Heiratsantrag gemacht hatte, den sie auch angenommen hatte. Sie reiste dazu nach Batavia, wo sie auf Wunsch von van Dam bei seinem Freund, Generalgouverneur Joan Maetsuycker (1606–1678), wohnte. Maetsuycker, damals der mächtigste Mann in Niederländisch-Indien, hatte ein Jahr zuvor seine Frau verloren und war von Elisabeth so bezaubert, dass er um sie warb. Sechs Monate nach dem Tod von Simon Cos, am 20. August 1664, heiratete Elisabeth in Batavia den 58-jährigen Maetsuycker. Die Hochzeit wurde drei Tage lang gefeiert und endete mit einer großen Feier in Tjiliwoeng, dem Landsitz von Maetsuyckers. Über die Büros der VOC erreichte die Nachricht über die Hochzeit Johan van Dam in Amboina. Er reiste unverheiratet im Jahr 1667 als Kommandant der Rückreiseflotte ins Vaterland ab.
Elisabeth Maetsuycker wird in der Literatur als schön, wohlerzogen, fröhlich, einfach und süß beschrieben.  Mit ihrem zweiten Ehemann, der launisch und schwierig war, ging sie sehr umsichtig um. Auch seine Launen ertrug sie mit Gelassenheit.  Maetsuycker galt als mürrisch und aufbrausend. So gibt es eine Erzählung, dass ihr Ehemann eines Tages im Schrank ein Hemd ohne Ärmel vorfand. Er trug es zur Ratssitzung, wo er sich lächerlich machte. Zurück zuhause ging er in den Raum, in dem sich Elisabeth mit anderen Frauen der VOC aufhielt, und verfluchte sie lautstark, da sie ihn „wie einen Bettler“ herumlaufen ließ. Eine andere Erzählung berichtet, dass Maetsuycker sich nie umziehen wollte und jeden Tag denselben Anzug trug, der irgendwann zerknittert und schmutzig war. Sie ließ den Anzug kopieren und tauschte ihn regelmäßig aus, ohne dass er es bemerkte.
Elisabeth Abbema starb 1674 im Alter von 36 Jahren an Tuberkulose. Sie wurde mit großem Zeremoniell am  20. November 1674 in der niederländischen Kirche in Batavia beigesetzt.